# 3455 Kristensen
3455 Kristensen је астероид главног астероидног појаса са средњом удаљеношћу од Сунца која износи 2,242 астрономских јединица (АЈ).
Апсолутна магнитуда астероида је 12,7.